# Bălgarski Voennovăzdušni sili
La Bălgarski Voennovăzdušni sili in bulgaro Български Военновъздушни Сили?, spesso abbreviata in БBBC, BVVS in caratteri latini, è l'aeronautica militare della Bulgaria e parte integrante delle forze armate bulgare. Si tratta di una delle forze aeree armate più vecchie d'Europa e del mondo; ha partecipato a diverse missioni di pace all'interno della NATO.

## Storia
La storia dell'aeronautica militare bulgara risale alla fine del XIX secolo, quando nel 1892, durante la Fiera internazionale di Plovdiv, l'ufficiale bulgaro Vasil Zlatarov volò a bordo del dirigibile La France del pioniere francese del volo Eugène Godard. Successivamente, Zlatarov, considerato il padre dell'aviazione militare bulgara, convinse il Comando Generale dell'esercito bulgaro a dare vita a un reparto sperimentale composto da palloni aerostatici. Nel 1903 lo stesso Zlatarov portò alla creazione della prima Sezione Aeronautica sotto le dirette dipendenze del Genio Militare e il 22 giugno di quello stesso anno venne promosso comandante della stessa Sezione. Il primo pallone aerostatico di costruzione bulgara vide la luce il 22 febbraio 1906 dopo un periodo di assemblaggio durato quattro mesi e con materiali portati direttamente dalla Russia e venne battezzato Sofia-1. Con esso venne addestrata la prima generazione di piloti bulgari, tutti al comando di Zlatarov. Il primo volo del Sofia-1 avvenne il 1º agosto 1912 e già un mese dopo venne utilizzato durante le grandi manovre tenutesi nei pressi della cittadina di Šumen.
In vista del conflitto con la Turchia, il Governo bulgaro inviò all'estero numeroso personale per essere addestrato al volo e con un ordine del Ministero della Guerra bulgaro il 3 aprile 1912 venne stilata una prima lista di circa diciassette piloti, i quali vennero inviati in addestramento in Francia, Germania ed Inghilterra. La prima base militare dell'aeronautica bulgara venne creata a nord della stazione ferroviaria di Sofia, ed ospitò il primo aereo, acquistato dalla Francia, un Blériot XXI, con il quale il tenente Simeon Petrov fece il primo volo ufficiale nello spazio aereo bulgaro il 12 luglio 1912.
La prima guerra balcanica vide l'assemblaggio di circa 21 aerei che vennero pilotati dai piloti bulgari addestrati preventivamente all'estero, che si unirono ad altri piloti stranieri ed ai loro aerei per combattere per le forze bulgare. Con l'aggiunta dei velivoli nemici catturati, la flotta aerea bulgara contò circa 39 velivoli alla fine del conflitto. Il 16 ottobre 1912, a seguito dell'ordine di valutare l'entità e il dispiegamento dell'esercito turco di stanza nella fortezza di Edirne, i due ufficiali Radul Milkov e Prodan Tarakčiev, effettuarono un volo di ricognizione a bordo di un biplano Albatros.

## Aeromobili in uso
Sezione aggiornata annualmente in base al World Air Force di Flightglobal del corrente anno. Tale dossier non contempla UAV, aerei da trasporto VIP ed eventuali incidenti accorsi durante l'anno della sua pubblicazione. Modifiche giornaliere o mensili che potrebbero portare a discordanze nel tipo di modelli in servizio e nel loro numero rispetto a WAF, vengono apportate in base a siti specializzati, periodici mensili e bimestrali. Tali modifiche vengono apportate onde rendere quanto più aggiornata la tabella.
| Aeromobile                      | Origine          | Tipo                                 | Versione (denominazione locale) | In servizio (2024) | Note | Immagine |
| Aerei da combattimento          |                  |                                      |                                 |                    | |          |
| Lockheed Martin F-16 Viper      | Stati Uniti      | aerei da cacciaconversione operativa | F-16C block 70F-16D block 72    | 1                  | L'11 luglio 2019 il Ministero della Difesa bulgaro ha ufficialmente firmato quattro accordi internazionali per un totale di quasi 1,3 miliardi di dollari per l'acquisto tramite Foreign Military Sales (FMS) di otto F-16 Block 70. L'ordine per l'acquisto di 8 F-16C block 70 (tutti monoposto, e non 6 più 2 biposto come annunciato inizialmente) è stato formalizzato il 2 aprile 2020. Ulteriori 8 F-16C/D block 70/72 (4 monoposto e 4 biposto) ordinati il 21 settembre 2022. Primo esemplare, un biposto F-16D block 72, consegnato negli Stati Uniti il 31 gennaio 2025, ed arrivato in Bulgaria il 1 aprile successivo. Il secondo esemplare, un monoposto F-16C block 70 è stato consegnato il 9 giugno 2025. |          |
| Mikoyan-Gurevich MiG-29 Fulcrum | Unione Sovietica | aerei da cacciaconversione operativa | MiG-29AMiG-29UB                 | 102                | 24 aerei (20 monoposto + 4 biposto) ricevuti tra il 1989 ed il 1990. Il Ministero della Difesa bulgaro ha ufficialmente selezionato la società russa RAC MiG per fornire il necessario supporto logistico ai 15 caccia MiG-29 per i prossimi 4 anni, ed il contratto in questione include, oltre alla manutenzione generale dei caccia, anche la revisione di 10 set di carrelli di atterraggio nonché quella di 13 seggiolini eiettabili Zvezda K-36. Un MiG-29A è stato perso il 9 giugno 2021. |          |
| Sukhoi Su-25 Frogfoot           | Unione Sovietica | Aereo da attacco al suolo            | Su-25KSu-25UBK                  | 52                 | 36 Su-25K e 4 Su-25UBK consegnati negli anni ottanta. Ad agosto 2019 6 Su-25K e 2 Su-25UBK (dei 14 in organico) sono stati inviati in Bielorussia dove sono stati sottoposti ad un programma di aggiornamento una che ha comportato il prolungamento della vita operativa, piccoli aggiornamenti sia avionici, sia dell'armamento, con l'ultimo aerei aggiornato riconsegnato a febbraio 2021. All'agosto 2021 non si è ancora deciso se aggiornare i restanti 6 aerei (4 monoposto e 2 biposto). Uno dei 6 Su-25K è stato perso in un incidente il 28 settembre 2022. |          |
| Aerei per impieghi speciali     |                  |                                      |                                 |                    | |          |
| Antonov An-30 Clank             | Unione Sovietica | aereo da ricognizione                | An-30                           | 1                  | 1 consegnati. |          |
| Aerei da trasporto              |                  |                                      |                                 |                    | |          |
| Alenia C-27J Spartan            | Italia           | Aereo da trasporto tattico           | C-27J                           | 2                  | Un ordine del 2005 per 5 aerei più 3 opzioni, è stato poi ridotto a soli 3 aerei consegnati entro il 2011. Un esemplare è rimasto danneggiato in un incidente il 19 gennaio 2018, e sarà utilizzato come fonte per parti di ricambio per gli altri due aerei, finché non verrà riparato. |          |
| Pilatus PC-12                   | Svizzera         | Aereo da trasporto VIP               | PC-12M                          | 1                  | 1 consegnato. |          |
| Let L 410                       | Rep. Ceca        | aereo da trasporto                   | L 410                           | 2                  | |          |
| Aerei da addestramento          |                  |                                      |                                 |                    | |          |
| Aero L-39 Albatros              | Rep. Ceca        | Aereo da addestramento               | L-39ZA                          | 5                  | 36 L-39ZA consegnati a partire dal 1986. A tutto il 2022 ne risultavano in organico sei esemplari. A fine gennaio 2023 i primi due dei sei esemplari in ancora in servizio sono stati inviati in Repubblica Ceca per essere sottoposti ad un programma di aggiornamento che comprende: revisione dei motori, sostituzione dell'avionica russa originale con quella occidentale, nuove apparecchiature di navigazione, comunicazione, identificazione e registrazione. Un esemplare è stato perso il 13 settembre 2024. |          |
| Zlín Z 242                      | Rep. Ceca        | Aerei da addestramento basico        | Z 242L                          | 3                  | 4 Z 242L ordinati il 4 marzo 2020, i primi tre consegnati il 15 dicembre 2021, il quarto ed ultimo esemplare consegnato entro la fine dello stesso mese. |          |
| Pilatus PC-9                    | Svizzera         | Aerei da addestramento basico        | PC-9M                           | 6                  | 6 consegnati. |          |
| Elicotteri                      |                  |                                      |                                 |                    | |          |
| Eurocopter AS 532 Cougar        | Francia          | Elicottero C/SAR                     | AS-532ALH215M                   | 120                | 12 consegnati. Due nuovi H215M ordinati. |          |
| Mil Mi-17 Hip                   | Unione Sovietica | Elicottero utility                   | Mi-17                           | 2                  | 19 MI-17 consegnati. Il ministero della Difesa bulgaro ha annunciato il 26 marzo l'aggiudicazione del contratto per la revisione e l'estensione della vita dei 2 Mi-17 immagazzinati, da parte della società locale TEREM Holding EAD. |          |
| Mil Mi-24 Hind                  | Unione Sovietica | elicottero d'attacco                 | Mi-24V Hind-E                   | 4                  | All'unico Mi-24V in servizio, a dicembre 2017 gli è stato affiancato un secondo esemplare che è stato revisionato, mentre non è ancora certo l'aggiornamento di 4 esemplari fuori servizio. Il ministero della Difesa bulgaro ha annunciato il 26 marzo l'aggiudicazione del contratto per la revisione e l'estensione della vita dei 4 Mi-24V immagazzinati, da parte della società locale TEREM Holding EAD. |          |
| Bell 206 JetRanger III          | Stati Uniti      | Elicottero da collegamento           | Bell 206B-3                     | 4                  | 8 consegnati. |          |

## Aeromobili ritirati
- Antonov An-26 Curl - 1 esemplare (?-?)
- Mikoyan-Gurevich MiG-21 Fishbed - 226 esemplari (1963-2015)[28][29]